# (1041) Asta
(1041) Asta es un asteroide perteneciente al cinturón de asteroides descubierto el 22 de marzo de 1925 por Karl Wilhelm Reinmuth desde el observatorio de Heidelberg-Königstuhl, Alemania.

## Designación y nombre
Asta recibió inicialmente la designación de 1925 FA.
Posiblemente nombrado en honor de la actriz danesa Asta Nielsen (1881-1972).

## Características orbitales
Asta está situado a una distancia media de 3,074 ua del Sol, pudiendo acercarse hasta 2,644 ua y alejarse hasta 3,505 ua. Su inclinación orbital es 13,9° y la excentricidad 0,1401. Emplea en completar una órbita alrededor del Sol 1969 días.